# فونته
فونته (به ایتالیایی: Fonte) یک کومونه در ایتالیا است که در استان ترویزو واقع شده‌است.

## خصوصیات
فونته ۱۴٫۶ کیلومترمربع مساحت و ۵٬۷۳۱ نفر جمعیت دارد.